# AD Atenas

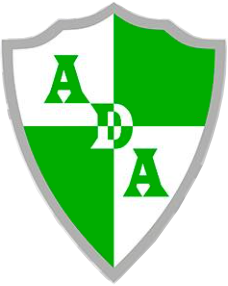

Asociación Deportiva Atenas (meist nur Atenas genannt) ist ein argentinischer Sportverein aus Córdoba. Er ist vor allem für seine Aktivität im Basketball bekannt, in dem er zu den erfolgreichsten Clubs Südamerikas zählt. Da der Name von der griechischen Hauptstadt Athen kommt, wird der Verein im Volksmund auch los griegos oder nach der argentinischen Tradition, Clubs Spitznamen in Einzahl zu geben, el griego (die Griechen bzw. der Grieche) genannt.
Der Verein wurde am 7. März 1938 von Mitgliedern eines ehemaligen Tennisklubs gegründet. Heute ist er in zahlreichen Sportarten aktiv, darunter neben Basketball Leichtathletik, Schwimmen, Radsport, Gymnastik, Judo, Karate und Schach.

## Basketball

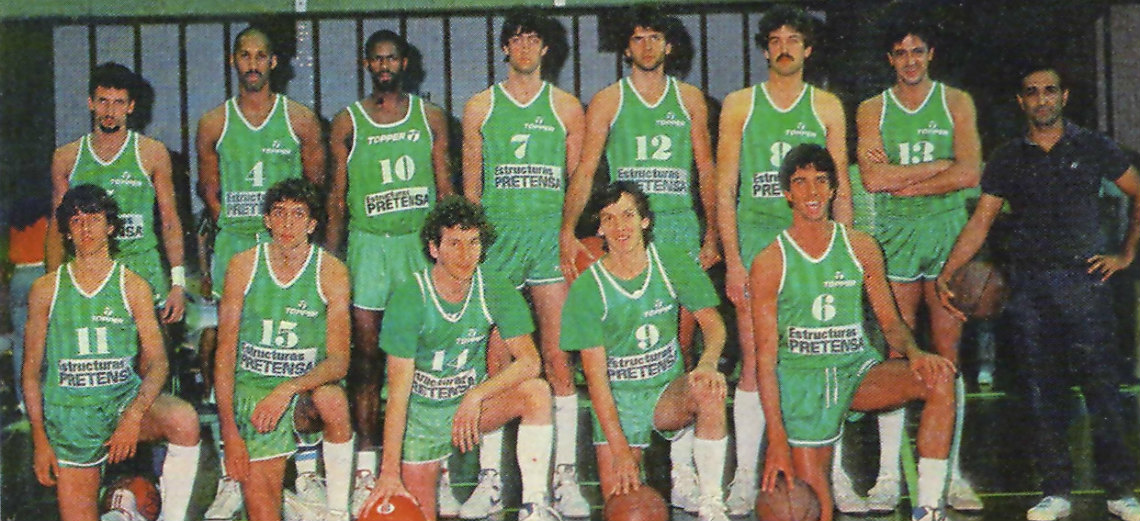
Atenas, 1987

Im Basketball wurde Atenas ab den 40er Jahren bekannt und schnell zum dominierenden Team in der Provinz Córdoba; der Verein gewann die Provinzmeisterschaft zwischen 1948 und 1957 hintereinander, mit der Ausnahme von 1953. Als die argentinische Basketball-Profiliga in den 80er Jahren gegründet wurde, begann die Erfolgsserie auf Landes- und später internationaler Ebene. Er wurde mit acht Titeln zum Rekordmeister der argentinischen Liga und gewann darüber hinaus zwischen 1993 und 2004 sechs südamerikaweite Titel.
In Atenas spielten zahlreiche bekannte argentinische Basketballspieler, wie Marcelo Milanesio, Fabricio Oberto, Héctor Campana, Diego Osella und Juan Espil.

## Erfolge
- Liga Nacional de Básquetbol: 1987, 1988, 1990, 1992, 1998, 1999, 2002, 2003
- Südamerikanische Club-Meisterschaft (bis 1996): 1993, 1994, 1996
- Liga Sudamericana (ab 1997): 1997, 1998, 2004

## LNB-Platzierungen
| - 1985–1985 LNB: 2 - 1986–1986 LNB: 3 - 1987–1987 LNB: Meister - 1988–1988 LNB: Meister - 1989–1989 LNB: 2 - 1990–1990 LNB: Meister - 1990–1991 LNB: 4 - 1991–1992 LNB: Meister |  | - 1992–1993 LNB: 2 - 1993–1994 LNB: 4 - 1994–1995 LNB: 3 - 1995–1996 LNB: 2 - 1996–1997 LNB: 3 - 1997–1998 LNB: Meister - 1998–1999 LNB: Meister - 1999–2000 LNB: 2 |  | - 2000–2001 LNB: 5 - 2001–2002 LNB: Meister - 2002–2003 LNB: Meister - 2003–2004 LNB: 3 - 2004–2005 LNB: 5 - 2005–2006 LNB: 4 |